# Polistes fuscus
Polistes fuscus är en getingart som beskrevs av Fabricius 1804. Polistes fuscus ingår i släktet pappersgetingar, och familjen getingar. Inga underarter finns listade i Catalogue of Life.